# سلطان بن صقر القاسمی دوم
سلطان بن صقر القاسمی دوم (عربی: سلطان بن سقر القاسمی؛ زاده؟ – درگذشته ۱۹۵۱) دولتمرد اهل امارات متحده عربی بود، که در فاصله سالهای ۱۹۲۴ تا ۱۹۵۱ به‌عنوان امیر شارجه فعالیت می‌کرد.